# Birmingham Challenger 1991
Il Birmingham Challenger 1991 è stato un torneo di tennis facente parte della categoria ATP Challenger Series nell'ambito dell'ATP Challenger Series 1991. Il torneo si è giocato a Birmingham negli Stati Uniti dal 22 al 28 aprile 1991 su campi in terra verde.

## Vincitori

### Singolare
Marcelo Ingaramo ha battuto in finale  Gabriel Markus 3-6, 6-3, 6-2

### Doppio
Mark Keil /  Dave Randall hanno battuto in finale  Nelson Aerts /  Danilo Marcelino 1-6, 7-6, 6-2